# Brzózki Wielkie
Brzózki Wielkie (deutsch Groß Brzosken, 1932–1945 Birkenberg) war ein ostpreußisches Dorf in der heutigen polnischen Woiwodschaft Ermland-Masuren. Die Ortsstelle gehört heute zum Gebiet der Gmina Biała Piska (Stadt- und Landgemeinde Bialla, 1938–1945 Gehlenburg) im Powiat Piski (Kreis Johannisburg).

## Geographische Lage
Die Stelle des einstigen Dorfes Brózki Wielkie liegt in der südöstlichen Woiwodschaft Ermland-Masuren. In unmittelbarer Ortsnähe entspringt das Flüsschen Wincenta (deutsch Johannisfluss), das bis zur Mündung in die Pisa (Pissek, auch Galinde) die einstige deutsch-polnische Staatsgrenze bildete, die heute die Grenze zwischen den Woiwodschaften Ermland-Masuren und Podlachien darstellt. Die Kreisstadt Pisz (deutsch Johannisburg) liegt 23 Kilometer in nordwestlicher Richtung.
Die verwaiste Ortsstelle Brzózki Wielkie liegt an einer Nebenstraße, die die Stadt Biała Piska (Bialla, 1938–1945 Gehlenburg) mit der Woiwodschaft Podlachien verbindet und ab der Grenze als Droga powiatowa („Kreisstraße“) 1868B bis nach Grabowo führt.

## Geschichte
Im Jahr 1471 wurde das um 1540 Broszken, um 1593 Brzoste Weittest, um 1600 Brosken das Äußere und bis 1932 Groß Brzosken genannte Dorf gegründet, initiiert vom Deutschen Ritterorden, der es als Freigut mit 13 Hufen nach magdeburgischem Recht schuf.
Von 1874 bis 1945 war Groß Brzosken in den Amtsbezirk Morgen eingegliedert.
Im Jahr 1910 waren in Groß Brzosken 95 Einwohner registriert.
Am 16. Dezember 1932 wurde das Dorf in Birkenberg umbenannt. Die Einwohnerzahl belief sich 1933 auf 85 und 1939 fast gleichbleibend 84.
In Kriegsfolge kam das Dorf 1945 mit dem gesamten südlichen Ostpreußen zu Polen und erhielt die polnische Namensform Brzózki Wielkie. Da sich hier keine Neusiedler niederließen, wurde der Ort aufgegeben und bis auf die Fundamente restlos abgerissen. Er gilt heute als Wüstung.

## Religionen
Bis 1945 war Groß Brzosken in die evangelische Kirche Bialla (1938–1945 Gehlenburg, polnisch Biała Piska) in der Kirchenprovinz Ostpreußen der Evangelischen Kirche der Altpreußischen Union sowie in die römisch-katholische Kirche Johannisburg  (polnisch Pisz) im Bistum Ermland eingepfarrt.